# Floyd Casey
Floyd Casey (* 1900 in Poplar Bluff, Missouri; † 7. Dezember 1967 in New York City) war ein US-amerikanischer Jazzmusiker (Schlagzeug, Waschbrett, Kazoo).

## Leben und Wirken
Casey wurde zum ersten Mal bekannt, als er in den frühen 1920er-Jahren auf Flussschiffen spielte, insbesondere 1922 mit Ed Allens Whispering Gold Band. Daneben arbeitete er in St. Louis mit Dewey Jackson und Jimmy Powell’s Jazz Monarch, mit dem 1926 in St. Louis erste Aufnahmen für Okeh Records entstanden („Chauffeur's Shuffle“/„Laughing Blues“). 1927 zog er nach New York City und begann, regelmäßig bis 1937 mit Clarence Williams in verschiedenen Konstellationen, wie der Washboard Band, der Alabama Jug Band, Birmingham Serenaders, mit Clarence Williams and His Orchestra sowie mit dem Posaunisten George Wilson zu arbeiten. In den 1930er-Jahren war er ein bekanntes Gesicht in den Tanzlokalen der Metropole, u. a. bei dem Bandleader Jimmy Reynolds und Ed Allen's Whispering Gold Band.
Mit dem Trompeter Ed Allen, seinem Kollegen seit seiner Zeit auf den Flussschiffen, war er Sideman in der Gruppe des Pianisten Benton Heath. Dessen Ensemble hatte für mehr als 15 Jahre Engagements im Veranstaltungsort New Gardens in New York. Im Bereich des Jazz war Casey laut Tom Lord zwischen 1926 und 1961 an 50 Aufnahmesessions beteiligt, u. a. auch mit Bessie Smith (1931), Cecil Scott and His Washboard Band (1959) und zuletzt mit Cliff Jackson's Washboard Wanderers (Uptown and Lowdow).

## Diskographische Hinweise
- The Washboard King (20 Tunes From Okeh, Vocalion, QRS, Victor) (Verve, ed. 1996)